# Ischnus lautus
Ischnus lautus là một loài tò vò trong họ Ichneumonidae.